# Il sabato italiano
Il sabato italiano è stato un programma televisivo italiano, spin-off di Storie Italiane, andato in onda su Rai 1 dal 23 settembre 2017 al 2 giugno 2018 e condotto da Eleonora Daniele. Il programma era trasmesso in diretta dallo studio 3 del Centro di Produzione Rai di Via Teulada. La sigla della trasmissione era Un sabato italiano di Sergio Caputo.
L'orario di trasmissione era inizialmente dalle ore 15:00 alle 16:55. Durante le quattro settimane di trasmissione dello Zecchino d'oro il programma è andato in onda dalle 15:00 alle 15:55. Dal 16 dicembre 2017 al 2 giugno 2018, invece, è stato trasmesso dalle 16:45 alle 18:45.

## Il programma
Il programma era inizialmente incentrato su interviste a personaggi del mondo dello spettacolo italiano. Solo in un secondo momento si sono aggiunti talk su temi di attualità e cronaca rosa con vari opinionisti. Ospiti fissi della trasmissione erano Emanuela Aureli, Maurizio Ferrini e Vittorio Cecchi Gori.

## Edizioni
| Edizione | Anno      | Conduzione       | Periodo           | Periodo       | Puntate |
| Edizione | Anno      | Conduzione       | Inizio            | Fine          | Puntate |
| -------- | --------- | ---------------- | ----------------- | ------------- | ------- |
| 1ª       | 2017-2018 | Eleonora Daniele | 23 settembre 2017 | 2 giugno 2018 | 37      |

## Puntate ed ascolti

### Prima edizione (2017-2018)
| Puntata | Messa in onda     | Ascolti        | Ascolti     | Ascolti        | Ascolti       |
| Puntata | Messa in onda     | Prima parte    | Prima parte | Seconda parte  | Seconda parte |
| Puntata | Messa in onda     | Telespettatori | Share       | Telespettatori | Share         |
| ------- | ----------------- | -------------- | ----------- | -------------- | ------------- |
| 1       | 23 settembre 2017 | 1.362.000      | 10,6%       | -              | -             |
| 2       | 30 settembre 2017 | 1.251.000      | 10,2%       | -              | -             |
| 3       | 7 ottobre 2017    | 1.257.000      | 10,1%       | -              | -             |
| 4       | 14 ottobre 2017   | 1.363.000      | 11,3%       | -              | -             |
| 5       | 21 ottobre 2017   | 1.390.000      | 10,5%       | -              | -             |
| 6       | 28 ottobre 2017   | 1.386.000      | 10,6%       | -              | -             |
| 7       | 4 novembre 2017   | 1.626.000      | 12,2%       | -              | -             |
| 8       | 11 novembre 2017  | 1.414.000      | 10,8%       | -              | -             |
| 9       | 18 novembre 2017  | 1.410.000      | 10%         | -              | -             |
| 10      | 25 novembre 2017  | 1.551.000      | 10,1%       | -              | -             |
| 11      | 2 dicembre 2017   | 1.684.000      | 10,9%       | -              | -             |
| 12      | 9 dicembre 2017   | 1.626.000      | 11%         | -              | -             |
| 13      | 16 dicembre 2017  | 1.446.000      | 10,7%       | 1.831.000      | 12,3%         |
| 14      | 23 dicembre 2017  | 1.575.000      | 12,1%       | 1.898.000      | 13,4%         |
| 15      | 30 dicembre 2017  | 1.778.000      | 12,9%       | 2.306.000      | 14,9%         |
| 16      | 6 gennaio 2018    | 1.820.000      | 12%         | 2.403.000      | 14,7%         |
| 17      | 13 gennaio 2018   | 1.573.000      | 11,62%      | 2.148.000      | 14,41%        |
| 18      | 20 gennaio 2018   | 1.366.000      | 10,3%       | 1.961.000      | 13,4%         |
| 19      | 27 gennaio 2018   | 1.695.000      | 12,53%      | 1.970.000      | 12,84%        |
| 20      | 3 febbraio 2018   | 1.653.000      | 11,7%       | 2.168.000      | 14,1%         |
| 21      | 10 febbraio 2018  | 1.823.000      | 12,6%       | 2.303.000      | 14,7%         |
| 22      | 17 febbraio 2018  | 1.544.000      | 10,9%       | 2.084.000      | 13,6%         |
| 23      | 24 febbraio 2018  | 1.540.000      | 11,2%       | 1.809.000      | 11,9%         |
| 24      | 3 marzo 2018      | 1.646.000      | 10,8%       | 1.889.000      | 11,2%         |
| 25      | 10 marzo 2018     | 1.527.000      | 11,2%       | 1.854.000      | 13,1%         |
| 26      | 17 marzo 2018     | 1.632.000      | 10,9%       | 2.172.000      | 14,3%         |
| 27      | 24 marzo 2018     | 1.453.000      | 11,6%       | 1.698.000      | 12,3%         |
| 28      | 31 marzo 2018     | 1.479.000      | 10,5%       | 1.710.000      | 11,6%         |
| 29      | 7 aprile 2018     | 1.182.000      | 10,58%      | 1.420.000      | 11,57%        |
| 30      | 14 aprile 2018    | 1.434.000      | 12,6%       | 1.600.000      | 13,9%         |
| 31      | 21 aprile 2018    | 1.154.000      | 11%         | 1.233.000      | 11,6%         |
| 32      | 28 aprile 2018    | 1.316.000      | 12%         | 1.567.000      | 14,2%         |
| 33      | 5 maggio 2018     | 1.172.000      | 9,9%        | 1.535.000      | 12,9%         |
| 34      | 12 maggio 2018    | 1.207.000      | 10,31%      | 1.458.000      | 13,28%        |
| 35      | 19 maggio 2018    | 1.445.000      | 11,04%      | 1.600.000      | 13,98%        |
| 36      | 26 maggio 2018    | 1.029.000      | 10%         | 1.217.000      | 11,8%         |
| 37      | 2 giugno 2018     | 1.349.000      | 13,5%       | 1.421.000      | 14,4%         |
| Media   | Media             | 1.463.000      | 11,16%      | 1.810.000      | 13,22%        |

## Audience
| Edizione | Rete televisiva | Anno      | Programmazione | Programmazione | Programmazione | Programmazione | Programmazione | Programmazione | Programmazione | Telespettatori | Share  |
| Edizione | Rete televisiva | Anno      | L              | M              | M              | G              | V              | S              | D              | Telespettatori | Share  |
| -------- | --------------- | --------- | -------------- | -------------- | -------------- | -------------- | -------------- | -------------- | -------------- | -------------- | ------ |
| 1ª       | Rai 1           | 2017-2018 |                |                |                |                |                |                |                | 1.637.000      | 12,19% |